# Municipio de Holmes City
El municipio de Holmes City (en inglés: Holmes City Township) es un municipio ubicado en el condado de Douglas en el estado estadounidense de Minnesota. En el año 2010 tenía una población de 804 habitantes y una densidad poblacional de 8,53 personas por km².

## Geografía
El municipio de Holmes City se encuentra ubicado en las coordenadas 45°48′30″N 95°33′16″O / 45.80833, -95.55444. Según la Oficina del Censo de los Estados Unidos, el municipio tiene una superficie total de 94.29 km², de la cual 80,13 km² corresponden a tierra firme y (15,02 %) 14,16 km² es agua.

## Demografía
Según el censo de 2010, había 804 personas residiendo en el municipio de Holmes City. La densidad de población era de 8,53 hab./km². De los 804 habitantes, el municipio de Holmes City estaba compuesto por el 98,76 % blancos, el 0,12 % eran afroamericanos, el 0,12 % eran amerindios, el 0,37 % eran asiáticos, el 0,12 % eran de otras razas y el 0,5 % eran de una mezcla de razas. Del total de la población el 0,25 % eran hispanos o latinos de cualquier raza.